# فلسفة علم النفس
تُعنى فلسفة علم النفس بتاريخ علم النفس وأسسه. وتتناول القضايا المعرفية والوجودية، وتشترك في اهتماماتها مع مجالات أخرى، بما في ذلك فلسفة العقل وعلم النفس النظري. يرتبط علم النفس الفلسفي والنظري ارتباطًا وثيقًا، ولذلك يُستخدمان أحيانًا بالتبادل أو معًا. ومع ذلك، تعتمد فلسفة علم النفس بشكل أكبر على النقاشات العامة للفلسفة وعلى المناهج الفلسفية، بينما يعتمد علم النفس النظري على مجالات متعددة.